# Berzieux
Berzieux ist eine französische Gemeinde mit 71 Einwohnern (Stand 1. Januar 2022) im Département Marne in der Region Grand Est. Sie gehört zum Arrondissement Châlons-en-Champagne und zum Kanton Argonne Suippe et Vesle. 

## Lage
Die Gemeinde Berzieux liegt etwa 60 Kilometer östlich von Reims, unmittelbar westlich der Argonnen im nördlichen Teil der Trockenen Champagne.
Sie ist umgeben von folgenden Nachbargemeinden:
|            | Malmy                                       | Vienne-le-Château   |
| Virginy    | Kompassrose, die auf Nachbargemeinden zeigt | Vienne-la-Ville     |
| Courtémont | Dommartin-sous-Hans                         | La Neuville-au-Pont |

## Bevölkerungsentwicklung
| Jahr                       | 1962 | 1968 | 1975 | 1982 | 1990 | 1999 | 2008 | 2018 |
| -------------------------- | ---- | ---- | ---- | ---- | ---- | ---- | ---- | ---- |
| Einwohner                  | 108  | 110  | 102  | 98   | 77   | 83   | 74   | 75   |
| Quellen: Cassini und INSEE |      |      |      |      |      |      |      |      |